# José María Fenollera
José María Fenollera e Ibáñez (Valencia, 10 de diciembre de 1851 - Santiago de Compostela, 6 de diciembre de 1918) fue un pintor español, conocido especialmente por sus retratos.

## Biografía
Estudió en la Escuela de Bellas Artes de San Carlos, de su ciudad natal, para después disfrutar de una estancia de cinco años (1872 a 1877) en Roma, pensionado por la Diputación Provincial de Valencia junto con otros pintores, como Sorolla y Pinazo. Viaja posteriormente a París, aprendiendo la técnica del fotograbado, para instalarse finalmente en Madrid, donde realizó cartones para la Real Fábrica de Tapices y contribuyó a la decoración del extinto Café de Fornos. En 1887 se traslada a Santiago de Compostela, ciudad en la que fijó su residencia y ejerció como catedrático en la Escuela de Bellas Artes, manteniendo una estrecha relación con el movimiento regionalista. De esta época destaca su actividad como retratista, pintando a personajes tan célebres como Alfredo Brañas, Montero Ríos, José Carvajal Hué y el cardenal Payá, y a los sucesivos presidentes de la Sociedad Económica de Amigos del País compostelana. De su pincel brotaron igualmente los frescos del paraninfo de la Universidad.
Contrajo matrimonio en 1890 con la aristócrata gallega Consuelo Velón y González-Pardo. 
Entre los premios que obtuvo destaca la medalla de oro, con diploma de honor, en la Exposición Regional Gallega, celebrada en Santiago de Compostela en el año 1909.